# Hervormde kerk (Zuidzande)

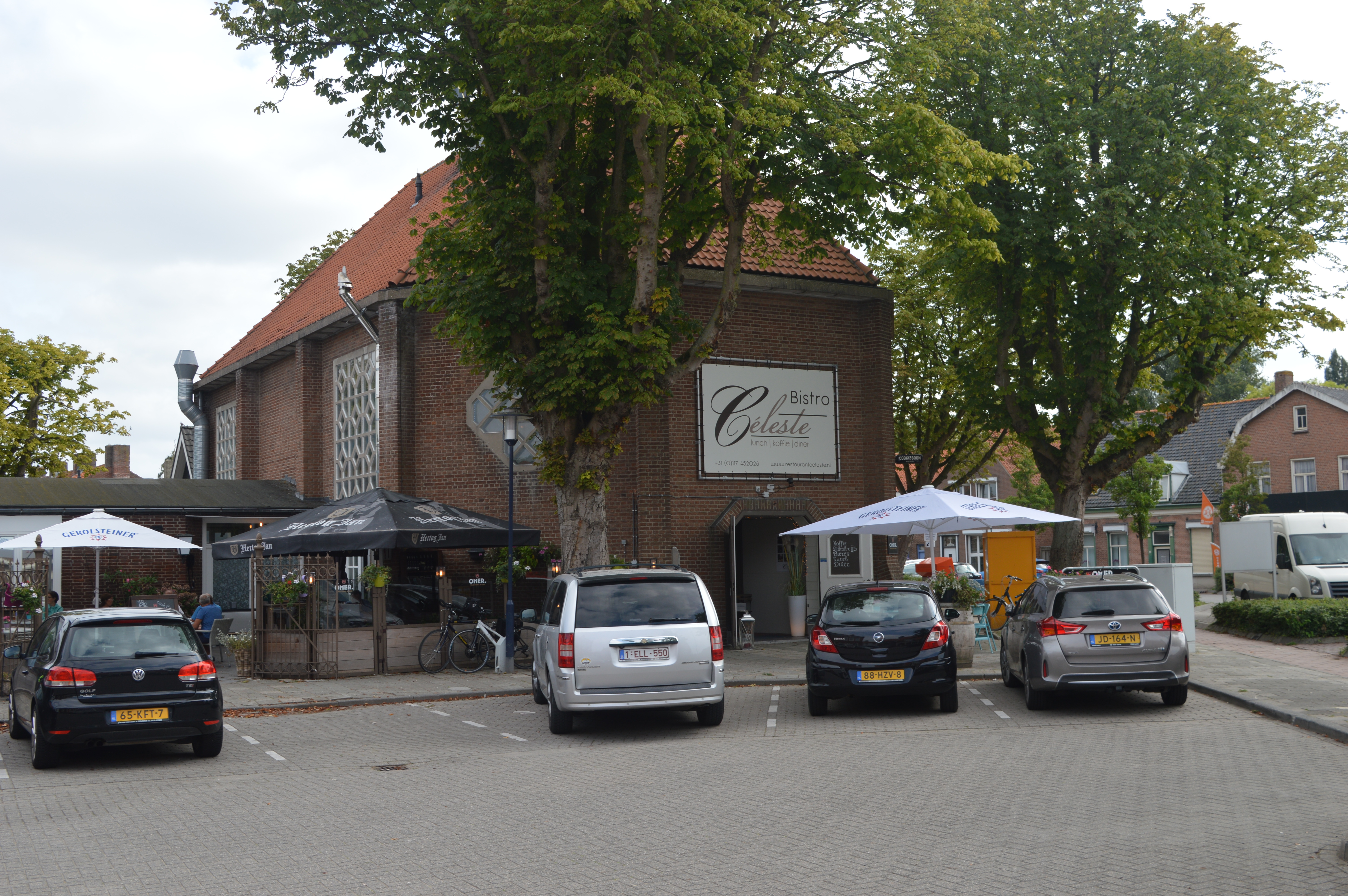

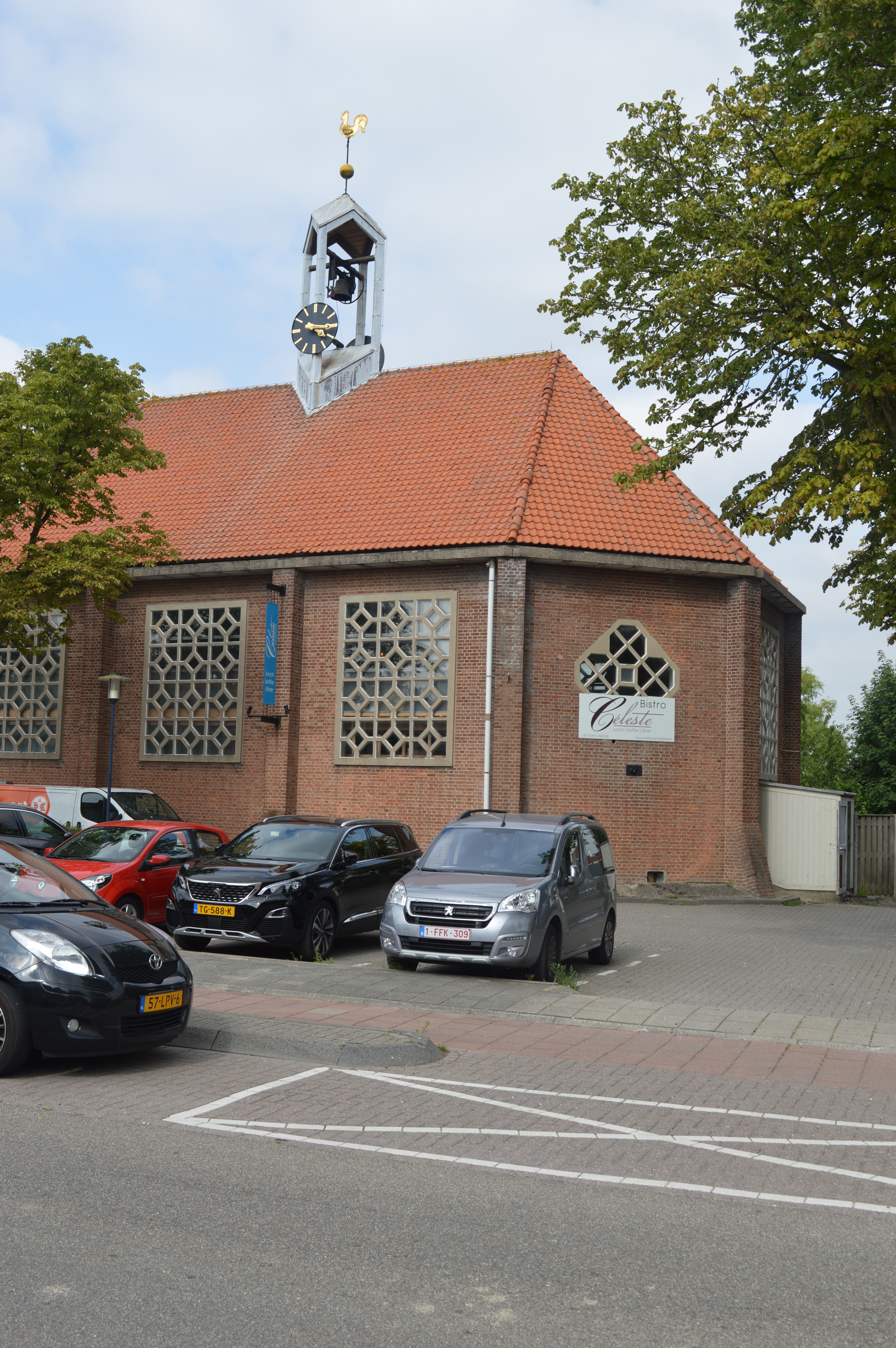

De Hervormde kerk is een voormalig kerkgebouw in het tot de Nederlandse gemeente Sluis behorende dorp Zuidzande, gelegen aan Dorpsplein 4.

## Geschiedenis
In 1659 werd een hervormd kerkgebouw opgericht. Het was een eenvoudig zaalkerkje dat voorzien was van een dakruiter. Bij de Slag om de Schelde, in 1944, werd deze kerk verwoest.
Tot 1952 moest men kerken in een noodkerk, een verbouwde garage. In dit jaar werd een nieuwe kerk in gebruik genomen, naar ontwerp van Han Groenewegen.
Het is een symmetrisch ogende zaalkerk op achthoekige plattegrond, met in het midden een betonnen open klokkentorentje. Het is een voorbeeld van Wederopbouwarchitectuur.
De kerk werd gesloten in 1996 en fungeerde enige tijd als antiekhandel en vervolgens als restaurant.